# Antonietta Di Martino
Antonietta Di Martino (* 1. Juni 1978 in Cava de’ Tirreni) ist eine italienische Leichtathletin. Die Hochspringerin wurde 2007 Zweite und 2011 Dritte bei den Freiluftweltmeisterschaften.
Di Martino verbesserte im Jahr 2000 ihre vorherige Bestleistung um zehn Zentimeter von 1,78 m auf 1,88 m. 2001 gelang ihr eine weitere Steigerung um zehn Zentimeter auf 1,98 m. Erst 2007 konnte sie sich weiter steigern, über 2,00 m in der Halle verbesserte sie sich auf 2,03 m im Freien. Sie gewann den italienischen Meistertitel 2000, 2001, 2006, 2007, 2008 und 2010; in der Halle siegte sie 2003, 2006 und 2007.
Ihren ersten großen internationalen Auftritt hatte Di Martino bei den Weltmeisterschaften 2001 in Edmonton, als sie das Finale erreichte, dann aber mit 1,85 m nur Zwölfte wurde. Erst viereinhalb Jahre später trat sie wieder bei großen Meisterschaften an. Bei den Hallenweltmeisterschaften 2006 in Moskau belegte sie mit 1,96 m den fünften Platz. Im Sommer bei den Europameisterschaften 2006 in Göteborg wurde Di Martino Zehnte mit 1,92 m. 
Bei den Halleneuropameisterschaften 2007 in Birmingham gewann sie ihre erste internationale Medaille; mit 1,96 m wurde sie Zweite hinter der Kroatin Blanka Vlašić, die 2,05 m überquert hatte. In der Freiluftsaison sprang Di Martino am 18. Juni in Turin 2,02 m und übertraf damit nach 29 Jahren den Landesrekord von Sara Simeoni. Am 24. Juni sprang sie dann beim Leichtathletik-Europacup in Mailand 2,03 m. Diese Leistung konnte sie im wichtigsten Wettkampf des Jahres wiederholen. Am 2. September 2007 übersprang sie im Finale bei den Weltmeisterschaften in Osaka erneut 2,03 m und wurde damit zusammen mit Anna Tschitscherowa Zweite hinter Vlašić, die wie in der Halle 2,05 m überquerte.
Bei den Olympischen Spielen in Peking 2008 kam sie auf Platz acht. Im Jahr darauf wurde sie zunächst Vierte bei den Weltmeisterschaften in Berlin. Durch die Disqualifikation Tschitscherowas, rückte sie 2018 nachträglich auf Bronze vor. Im Februar 2011 verbesserte Di Martino den italienischen Hallenrekord auf 2,04 m. Bei den Halleneuropameisterschaften kurz danach in Paris feierte sie ihren ersten internationalen Titel mit 2,01 m. Bei den Weltmeisterschaften in Daegu belegte sie mit 2,00 m den dritten Platz, die einzige italienische Medaille überhaupt bei diesen Meisterschaften. Bei den Hallenweltmeisterschaften in Istanbul 2012 gewann sie eine weitere Silbermedaille. 
Die 1,69 Meter große Springerin hat ein Wettkampfgewicht von 58 kg. Sie startet für den Verein Fiamme Gialle.

## Persönliche Bestleistungen
- Hochsprung: 2,03 Meter, 24. Juni 2007 in Mailand
  - Halle: 2,04 Meter, 9. Februar 2011 in Banská Bystrica